# Le Mari de la débutante
Le Mari de la débutante est une comédie en 4 actes d'Henri Meilhac et Ludovic Halévy, représentée pour la 1re fois au Théâtre du Palais-Royal le 5 février 1879.

## Résumé
Nina a le choix entre deux partis, soit l’honnête mais ennuyeux Lamberthier, qui veut la prendre pour femme, soit le brillant et riche vicomte de Champ d’Azur, qui veut la prendre pour maîtresse. Elle hésite bien légitimement, en cela approuvée par sa marraine Madame Capitaine, qui l’a élevée avec beaucoup de prévoyance « pour briller dans l’une ou l’autre carrière ».
Elle est si embarrassée, Nina, qu’elle est prête à laisser à l’issue d’une partie de whist le soin de choisir pour elle. Finalement ce seront les circonstances qui le feront.
Ainsi que le titre le laisse prévoir, Nina saura faire la synthèse de ces deux chemins au départ si différents.

## Quelques répliques
- Promesse d'Escarbonnier à son employé Lamberthier :

« [Pour votre carrière], je ne laisserai personne passer devant vous... personne, [...] excepté, bien entendu, ceux qui montreront plus d’aptitude, ou qui auront des protections ».
« Je suis d’avis, moi, que l’autorité doit toujours avoir raison... surtout quand elle a tort !... »
« Vous semblez oublier que vous parlez à un personnage considérable ».
« Justement, en votre qualité de personnage considérable, vous prenez de la place, beaucoup trop de place... »
« Vous êtes riche ? »
« Une modeste opulence ».
- Deux jeunes figurantes au gros et sot Escarbonnier :

« Vous ne trouvez pas ce qui a pu nous plaire en vous ? »
« Non ».
« Ça ne nous étonne pas, car nous avons beau chercher, nous ne le trouvons pas davantage ».
- « Vous leur avez dit des choses qui les ont fait rougir ?... Je suis vraiment curieux... »
- « [...] nous serions allés à l’étranger.... Ah ! l’étranger !... Voilà un pays !... »

## Distribution
Acteurs et actrices ayant créé les rôles principaux :
- Escarbonnier : Jean-Marie Geoffroy
- Lamberthier : Calvin (acteur)
- Biscara : Lhéritier
- Nina : Mme Legault
- Mme Capitaine : Mme Delille